# 12106 Menghuan
12106 Menghuan este un asteroid din centura principală de asteroizi.

## Descriere
12106 Menghuan este un asteroid din centura principală de asteroizi. A fost descoperit pe 22 mai 1998 la Socorro, New Mexico, în cadrul proiectului LINEAR. Asteroidul prezintă o orbită caracterizată de o semiaxă mare de 2,38 ua, o excentricitate de 0,10 și o înclinație de 5,8° în raport cu ecliptica.